# Forestville (Míchigan)
Forestville es una villa ubicada en el condado de Sanilac en el estado estadounidense de Míchigan. En el Censo de 2010 tenía una población de 136 habitantes y una densidad poblacional de 66,13 personas por km².

## Geografía
Forestville se encuentra ubicada en las coordenadas 43°39′36″N 82°36′45″O / 43.66000, -82.61250. Según la Oficina del Censo de los Estados Unidos, Forestville tiene una superficie total de 2.06 km², de la cual 2.06 km² corresponden a tierra firme y (0%) 0 km² es agua.

## Demografía
Según el censo de 2010, había 136 personas residiendo en Forestville. La densidad de población era de 66,13 hab./km². De los 136 habitantes, Forestville estaba compuesto por el 97.06% blancos, el 0% eran afroamericanos, el 1.47% eran amerindios, el 0% eran asiáticos, el 0% eran isleños del Pacífico, el 0.74% eran de otras razas y el 0.74% pertenecían a dos o más razas. Del total de la población el 5.15% eran hispanos o latinos de cualquier raza.